# Vullierens
Vullierens − miejscowość i gmina (commune) w zachodniej Szwajcarii, w kantonie Vaud, w okręgu (district) Morges.   

## Demografia
W Vullierens mieszka 561 osób. W 2021 roku 18,4% populacji gminy stanowiły osoby urodzone poza Szwajcarią.